# (1127) Mimi
(1127) Mimi es un asteroide que forma parte del cinturón de asteroides y fue descubierto por Sylvain Arend desde el Real Observatorio de Bélgica, Uccle, el 13 de enero de 1929.

## Designación y nombre
Mimi se designó al principio como 1929 AJ.
Posteriormente fue nombrado en honor de la esposa del astrónomo belga Eugène Delporte, aunque por error porque este nombre estaba destinado al asteroide número 1145.

## Características orbitales
Mimi orbita a una distancia media de 2,595 ua del Sol, pudiendo alejarse hasta 3,281 ua. Su inclinación orbital es 14,75° y la excentricidad 0,2646. Emplea 1527 días en completar una órbita alrededor del Sol.